# Nuevos Horizontes (banda)
Nuevos Horizontes fue una banda española de música pop que apareció a mediados de la década de 1960. Fue formada en  Madrid por cuatro integrantes, todos ellos músicos de conservatorio, por lo que todos cantaban, componían y hacían arreglos a las canciones. La banda inició su carrera artística bajo el nombre de "los Unísonos" y bajo el sello de la discográfica Philips, sin tener alguna trascendencia. Posteriormente la disquera Columbia Records se interesa en ellos y se relanzan bajo el nombre de "Nuevos Horizontes". Dicha firma discográfica también induce a que Vainica Doble componga varias de las canciones del grupo.
En 1969 alcanzaron su mayor auge de popularidad, logrando aparecer en televisión. Sin embargo, en 1973, tras la salida de Ana María, tecladista, y considerada principal referente del grupo, éste se desintegró. 

## Integrantes
Por su nombre artístico, sus integrantes fueron:
- Ana María, piano y órgano
- Tommy, guitarrista
- Alfonso, baterista
- Juan, bajista